# Cmentarz Skierniewice – Rawka
Cmentarz Skierniewice – Rawka – cmentarz parafialny znajdujący się w dzielnicy Rawka położony obok ulicy Warszawskiej w kompleksie leśnym należący do Parafii pod wezwaniem Św. Józefa Oblubieńca N.M.P..
Na cmentarzu również chowani są zmarli z miejscowości Budy Grabskie, Samice, Grabina, Topola, Miedniewice.